# Phalaenopsis 'Hausermann's Candy'
Phalaenopsis 'Hausermann's Candy' est un cultivar hybride artificiel d'orchidées, du genre Phalaenopsis.

## Parenté
Phal. 'Hausermann's Candy' = Phalaenopsis 'Abram McAndless' × Phalaenopsis 'Career Girl'

## Descendance
Phalaenopsis 'Baldan's kaleïdoscope' = Phal. 'Hausermann's Candy' × Phalaenopsis 'Daryl Lockhart'.